# Lomax, Illinois
Lomax là một làng thuộc quận Henderson, tiểu bang Illinois, Hoa Kỳ. Năm 2010, dân số của làng này là 454 người.

## Dân số
Dân số qua các năm:
- Năm 2000: 477 người.
- Năm 2010: 454 người.